# Карасуцький район
Карасуцький район (рос. Карасукский район) — муніципальне утворення в Новосибірській області  Росії.
Адміністративний центр — місто Карасук.

## Географія
Район розташований на південному заході Новосибірської області. Межує з Баганським, Здвінським та Краснозерським районами, а також Алтайським краєм і Казахстаном. Територія району за даними на 2008 рік — 432,1 тис. га, у тому числі сільгоспугіддя — 369,3 тис. га (85,4 % всієї площі).
Головна водна артерія району — безстічна річка  Карасук.

## Історія
В 1925 році на території нинішнього  Карасуцького району був утворений Чорно-Курьїнський район з центром у селі Чорно-Курья у складі Славгородського округу Сибірського краю, Карасуцьким районом тоді називався нинішній Краснозерський район. У 1929 році райцентр був перенесений з села Чорно-Курья в сел. ст. Карасук. З 1930 року Чорно-Курьїнський район у складі Західно-Сибірського краю. В 1933 році район був перейменований в Карасуцький. В 1937 році район був включений у знову утворений Алтайський край, а в 1944 році — в Новосибірську область.

## Економіка
Основу економічного потенціалу району становлять 11 промислових і 17 сільгосппідприємств.

## Населення
| 2002    | 2009    | 2010    | 2011    | 2012    | 2013    | 2014    |
| ------- | ------- | ------- | ------- | ------- | ------- | ------- |
| 48 548  | ↘46 837 | ↘46 635 | ↘46 223 | ↘45 761 | ↘45 532 | ↘45 130 |
| 2015    | 2016    | 2017    | 2018    | 2019    |         |         |
| ↘44 433 | ↘43 921 | ↘43 642 | ↘43 230 | ↘42 882 |         |         |